# Nokia 1112
O Nokia 1112 é um modelo de telemóvel GSM produzido em massa pela Nokia. Foi lançado em 2006.
Com ícones gráficos e grandes tamanhos de letra, o Nokia 1112 é um fácil de usar e é o primeiro com objectivo de mercado nos países desenvolvidos.
Opera na rede de dispositivo dual-band em GSM-900/1800 ou GSM-850/1900. Tem um ecrã de 96 x 68 pixel monocromático com uma iluminação branca integrada.
Contém várias utilidades, como calculadora, alarme e toques polifónicos. Mas também possui outras funcionalidades básicas, como SMS e relógio.
A autonomia da bateria 700 mAh Li-ion em conversação é de 5 horas e em espera de 380 horas. É um dos primeiros modelos da série 1000 a possuir altifalante e recusa de chamada.